# Tepetzintla (kommun i Mexiko, Veracruz, lat 21,15, long -97,86)
Tepetzintla är en kommun i Mexiko.   Den ligger i delstaten Veracruz, i den sydöstra delen av landet, 230 km nordost om huvudstaden Mexico City.
Följande samhällen finns i Tepetzintla:
- Tepetzintla
- Tecomate
- Cuamanco
- Apachicruz
- Augusto Gómez Villanueva
- La Laja
- Corral Falso
- San José